# Аль-Іттіхад (Александрія)
Аль-Іттіхад (Al-Ittihad Al-Sakndary) — єгипетський футбольний клуб, що базується в Александрії, єгипетському мегаполісі та древньому місті. Одна з найдавніших та популярніших футбольних команд Єгипту, яка шість разів володіла Кубком країни.

## Коротка турнірна історія
«Аль-Іттіхад Ель Ескандері» (Арабська: الاتحد السكندري) є однією з найбільших футбольних команд у Єгипті. Команда заснована в 1914 році в Олександрії, майже весь цей час грала у єгипетських вищих лігах, тепер Прем'єр-ліга Єгипту. Це четвертий за кількість фанатів клуб у Єгипті, після «Аль-Ахлі», «Ель Замалек» та «Ісмайлі». Клуб «Аль-Іттіхад» з Александрії є першим клубом, який відгукнувся на підтримку ідеї створення Єгипетської футбольної асоціації (Egyptian Football Association) в 1921 році, яка, згодом, сприяла зростанню популярності футболу, а згодом й самої команди в місті Александрія.

## Досягнення
- Єгипетська прем'єр-ліга - ?????
- Кубок Єгипту -

1926, 1936, 1948, 1963, 1973, 1976 (володар)
- Суперкубок Єгипту

 ?????
- Кубок Конфедерації КАФ (CAF Confederation Cup): 1 виступ

2006 рік - Другий раунд
- Кубок володарів кубків КАФ (CAF Cup Winners' Cup): 3 виступу

1975 - вийшли у чверть-фінал
1977 - півфінал
1979 - Перший раунд